# دستغرد ناغرد (غوهران)
دستغرد ناغرد (بالفارسية: دستگرد ناگرد) هي قرية تقع في إيران في قسم غوهران الريفي. يقدر عدد سكانها بـ 169 نسمة .